# Tereza
Tereza je žensko osebno ime.

## Izvor imena
Ime Tereza je različica imena Terezija.

## Pogostost imena
Po podatkih Statističnega urada Republike Slovenije je bilo na dan 31. decembra 2007 v Sloveniji 150 oseb z imenom Tereza.

## Osebni praznik
Tereza goduje skupaj s Terezijo 1. ali 15. oktobra.

## Znane osebe
Mati Tereza, Tereza Kesovija